# Harcenkî, Burîn
Harcenkî (în ucraineană Харченки) este un sat în comuna Husteanka din raionul Burîn, regiunea Sumî, Ucraina.

## Demografie
Componența lingvistică a localității Harcenkî
     Ucraineană (96,44%)
     Rusă (1,98%)
Conform recensământului din 2001, majoritatea populației localității Harcenkî era vorbitoare de ucraineană (96,44%), existând în minoritate și vorbitori de rusă (1,98%).